# Dimensionismo
Dimensionismo es una teoría filosófica que rompe con el racionalismo antropocéntrico fundamentado en el "pienso, luego entonces, existo", declarando que la fundamentación filosófica debe de partir del principio: «somos en la existencia», es decir, que gracias a nuestras capacidad de razonar sabemos de la existencia y ésta la comprendemos porque no somos sujetos aislados, sino que razonamos en conjunto, en un devenir ubicado en el universo, una historicidad desarrollada en tiempo y espacio, pero esta existencia es anterior y superior a nosotros, ya que somos parte de ella; así pues «somos en la existencia».

## Dimensionismo y Perspectivismo de Ortega y Gasset
La teoría retoma el perspectivismo de José Ortega y Gasset que indica que si bien mi percepción del mundo es problemática, esto no implica la negación de su existencia, solo la validez de mi percepción. Este concepto se retoma para criticar el concepto de "cogito ergo sum": la fundamentación de la razón establece que aquello que percibo es problemático, por lo que no puedo estar seguro de lo que percibo, pero puedo estar seguro de la duda que mi razón genera de lo que percibo, hasta aquí el principio de “cogito ergo sum”. 
Sin embargo, si concluyó que la razón es el fundamento de la existencia estoy olvidando tomar en cuenta lo que en origen me hizo dudar, es decir, no puedo dudar que dudo y no puedo dudar que algo me hizo dudar. Además cuando consideró al otro, quien también está seguro de su duda, seguro de su existencia bajo la razón, luego entonces ante la existencia cierta mía y del otro llegamos a una certificación existencial autónomo-comunitaria, tal como lo plantea la fundamentación de la ética discursiva, en la que la existencia del otro como ser capaz de razonar y generar argumentos es lo que genera el diálogo. 
Retomando la exposición de Ortega y Gasset: “Si existe el pensamiento existen, ipso facto, yo que pienso y el mundo en que pienso – y existe el uno con el otro, sin posible separación. Pero ni yo soy un ser sustancial ni el mundo tampoco – sino ambos somos activa correlación; yo soy el que ve el mundo y el mundo es lo visto por mí.” (Ortega y Gasset, 1997: 92).
De esta manera se argumenta según el dimensionismo: Si el pensamiento existe, existo yo que pienso y el mundo que pienso; y cuando encuentro al otro que también es un “yo que pienso” tengo certeza de la existencia del mundo en que pensamos, aunque nuestra percepción sea problemática. Así pues, cuando establezco un diálogo con el otro perfecciono, cambio o confirmo mi percepción del mundo, que es la existencia a la que pertenezco y es en esta existencia donde nuestro pensamiento existe.

## Dimensionismo aplicado: nueva perspectiva
Anterior a la razón, anterior al hombre, el dimensionismo se fundamenta no en la razón, sino en la misma existencia, de la cual somos conscientes gracias a la razón por lo que surge el principio de: "somos en la existencia".
Este punto de partida implica una perspectiva diferente, ya que parte del ser y los otros (el somos) como principio primigenio, que posibilita a la razón.
Así pues, gracias a nuestras capacidad de razonar sabemos de la existencia y ésta la comprendemos porque no somos sujetos aislados, sino que razonamos en conjunto, en un devenir ubicado en el universo, una historicidad desarrollada en tiempo y espacio; así que “somos en la existencia”, asumir esta perspectiva es la propuesta del Dimensionismo. Este concepto implica un cambio de perspectiva: mirar el cuadro completo y exige un ejercicio de redimensión para encontrar el lugar de la humanidad dentro de este flujo universal: primero la existencia y luego en el círculo más cercano, la vida.

## Dimensionismo y ética
En el campo de la ética el dimensionismo propone que además de reflexionar sobre el bien o lo que es correcto, también debe ocuparse de reflexionar sobre el mal o lo que es incorrecto. A esta visión dicotómica de la ética se le ha llamado ética de la Phrónesis de la que se desprende la ética positiva y la ética negativa, retomando el principio de Schelling: “Un bien, si no contiene en sí un mal superado; no es un bien real y vivo”.
La ética positiva se encuentra en la mayoría de las corrientes ya sean teleológicas (las que buscan un fin como la felicidad, el placer o la libertad) o deontológicas (teorías sobre “el deber ser”); su carácter es propositivo e impulsa al hombre a fines o ideales éticos.
El dimensionismo propone complementar la ética positiva con un componente negativo: la ética negativa así llamada por su carácter restrictivo; así pues, si la ética positiva nos dicta el bien máximo, lo correcto o “como debe de ser”, la ética negativa nos dicta el mal máximo, lo incorrecto o “como no debe de ser”.
Ética positiva y ética negativa son complementarias, por ello al conjuntarlas se utiliza el término phrónesis o frónesis: la virtd de la prudencia en griego.

## Propuesta ética del dimensionismo
Para el dimensionismo la parte positiva de la ética se apegaría a los principios de la ética del discurso desarrollada por Apel y Habermas que establece como principio ético que cualquier norma para ser moral debe contar con la aprobación y aceptación de todos los involucrados. La ética positiva ayuda entonces a perseverar el “somos en la existencia”, es incluyente y contempla la visión del dimensionismo al incorporar el devenir histórico. 
Por su parte, la ética negativa establece un principio restrictivo: “La voluntad humana en su intento por posibilitarse para existir, nunca debe atentar contra la misma especie, ni los medios que le dan sustento, es decir el sistema vital del planeta”. 

## Acontecimientos
Esta teoría fue presentada por primera vez en el II Encuentro regional de filosofía zona Norte en Chihuahua, México 2013  y también en el Congreso Internacional de filosofía de Morelia, México 2014 por Roberto Valdés Posada. 